# Тополовци
Тополовци (на словенски: Topolovci; на унгарски: Jegenyés; на немски: Topolschitz) е село в Словения, Помурски регион, община Цанкова. Според Националната статистическа служба на Република Словения през 2015 г. селото има 55 жители.